# Fish Point
Fish Point är en udde i Australien. Den ligger i kommunen Northampton Shire och delstaten Western Australia, omkring 440 kilometer nordväst om delstatshuvudstaden Perth. Fish Point ligger på ön East Wallabi Island.
Trakten är glest befolkad. Det finns inga samhällen i närheten. 
Stäppklimat råder i trakten. Genomsnittlig årsnederbörd är 270 millimeter. Den regnigaste månaden är juni, med i genomsnitt 51 mm nederbörd, och den torraste är december, med 1 mm nederbörd.